# El Cometa de Sozin, Parte 3: En el Infierno (Avatar: La Leyenda de Aang)
El Cometa de Sozin, Parte 3: En el Infierno es el sexagésimo episodio de la serie Avatar, la leyenda de Aang, y el vigésimo del Libro 3: Fuego. Aang debe encontrar al Señor del Fuego antes de que este comience su ataque al Reino Tierra. Katara y Zuko vuelven a la Nación del Fuego para parar a Azula antes de que se convierta en la siguiente Señor de Fuego. Toph, Suki y Sokka deben encontrar las aeronaves e impedirles que comiencen su ataque. 

## Sinopsis
El episodio comienza con Zuko y Katara dirigiéndose a la Nación del Fuego; Zuko dice que está preocupado que Aang no llegue a tiempo a Ba Sing Se para detener al Señor del Fuego. Mientras, en el palacio de la Nación del Fuego, Azula está siendo peinada y estilizada para su coronación. A pesar de eso, mientras come cerezas, encuentra que una tiene un hueso dentro y piensa que su sirvienta la estaba tratando de matar antes de su coronación. La sirvienta se disculpa, pero Azula no la escucha y la destierra de La Nación del Fuego. La sirvienta se va y las otras se quedan quietas, entonces Azula les grita que vuelvan a sus trabajos. Mientras, Sokka, Suki y Toph encuentras a las aeronaves pero apenas llegan al lugar estas despegan. Toph entonces utiliza Tierra Control para subirlos a una aeronave y los 3 se encaminan a sabotear la nave. De vuelta al palacio, agentes Dai Li se acercan a Azula, pero desafortunadamente, Azula se da cuenta de que llegaron 5 minutos tarde que, según ella, es tiempo suficiente para planear un asesinato. Nuevamente, destierra a los Dai Li. En la aeronave Toph saca del camino a todos los Maestros Fuego que se interponen en su camino, usando Metal Control para cubrirse con una armadura de metal. Después, Sokka idea un plan para sacarse de encima a toda la tripulación diciéndoles que hay una fiesta de cumpleaños en la plataforma inferior. Afortunadamente funciona porque, casualmente, es el cumpleaños de uno de los tripulantes, y entonces la plataforma donde están todos ellos se abre y todos caen al océano.
En el interior, en el palacio de la Nación del Fuego, Lo y Li (las hermanas gemelas) le piden a Azula que se calme. Azula les pregunta si su padre las hizo venir y si acaso él no cree que será una gobernante competente. De ser así, pretende demostrarle que será la mejor soberana que jamás haya tenido la Nación del Fuego. Lo y Li no dudan que lo será pero le recuerdan que ella aún es muy joven y necesita guía y les preocupa que haya desterrado a todo el personal del Palacio, a los Dai Li y a la Guardia Imperial. Azula dice que no los necesita y que tarde o temprano ellos la terminarían traicionando como lo hicieron Mai y Ty Lee. Lo y Li le sugieren que sería prudente ante esa situación retrasar su coronación como Señora del Fuego, lo cual hace que Azula se altere aún más y les ordena que peleen en un Agni Kai pero ellas le dicen que no son Maestras Fuego y luego despide a Lo y le dice a Li que se puede quedar. A las hermanas gemelas no les queda claro a cuál de las dos acaba de desterrar ya que señaló a Li en vez de Lo. En Ba Sing Se, La Orden del Loto Blanco se prepara para pelear. Iroh, sintiendo el poder del Cometa de Sozin viniendo a él, crea una enorme bola de fuego y rompe la muralla de Ba Sing Se. Rápidamente, el resto se une a él y juntos invaden la ciudad derrotando a los Soldados de la Nación del Fuego a pesar que estos tienen el poder del cometa. En el palacio, Azula (quien ya esta algo loca) trata de cortarse el pelo ella sola, pero sin control, y se corta gran parte de su pelo. De repente escucha una voz que le dice que lo que hizo fue triste porque siempre tuvo una hermosa cabellera. Ursa, la madre de Azula, aparece en el espejo y habla con su hija. Azula le pregunta para qué vino y Ursa le responde que no pensaba perderse la coronación de su hija. Continúa diciéndole que el control mediante el miedo que hace sobre los demás la dejó confundida como lo hizo con sus amigas Mai y Ty Lee. Azula responde desencajada que no tenía otra opción, que sólo infundiendo miedo se puede tratar a las personas y que sabe que Ursa realmente ve a Azula como un monstruo. Ursa niega esto y le dice que la ama. Furiosa, Azula tira su peine contra el reflejo de su madre y descubre que Ursa nunca estuvo allí y comienza a llorar en el suelo. 
Ozai, comenzando a ganar poder, comienza su plan de incendiar el Reino Tierra. Aang destruye la aeronave de Ozai con una combinación de Fuego y Tierra Control y se enfrenta al Señor del Fuego. Ozai siente que el destino lo ha favorecido, porque le ha entregado al enemigo que ni su padre ni su abuelo pudieron aniquilar. Aang le pide a Ozai que detenga su plan que tiene el poder para hacerlo pero Ozai comienza a pelear, demostrándole el enorme poder que le ha dado el cometa de Sozin a su Fuego Control. Mientras, Sokka, Suki y Toph comienzan a chocar su aeronave con las otras para derribarlas y parar el ataque. Desafortunadamente, Sokka y Toph se separan de Suki y son forzados a continuar sin ella. De vuelta al palacio, la coronación de Azula comienza pero es interrumpida por Zuko y Katara. Zuko y Azula acuerdan realizar un Agni Kai. Katara está preocupada que Azula haya planeado esto para separarlos, pero Zuko se da cuenta de que Azula está desequilibrada y está seguro de que la podrá derrotar. Zuko y Azula comienzan a pelear usando Fuego Control favorecido por el cometa. La batalla de Aang y Ozai sigue. Por ahora, los dos entan empatados, pero Ozai se está haciendo más poderoso. Entonces, utiliza un inmenso Fuego Control y después ataques de rayos. Aang redirige uno, que choca contra el cielo. Ozai aprovecha la situación y ataca a Aang, que cae al agua, pero se recupera usando Agua Control. 
Mientras, Azula y Zuko continúan su batalla, sus poderes parecen estar igualados, pero Azula se está cansando y Zuko trata de derrotarla. Después, él le reprocha a Azula que no está usando rayos en la batalla, pero Azula genera un rayo y lo dirige hacia Katara. Zuko se interpone en el camino del rayo y es gravemente herido. Katara va a ayudarlo, pero Azula comienza a tratar de atacar a Katara con una cara desencajada y una risa malvada. Aang y Ozai todavía pelean pero Aang se trata de cubrir abajo de una esfera de roca. Pero no parece servir con los ininterminables ataques de Ozai quien se acerca a Aang diciéndole: "Eres débil, igual que el resto de tu gente, quienes no merecen vivir en este mundo, ¡¡¡¡¡¡ EN MI MUNDO !!!!!! Ahora, prepárate para reunirte con ellos, ¡¡¡ Prepárate para morir!!!!".
- Datos: Q5821514